# Veselé obludy
Veselé obludy (v anglickém originále Aaahh!!! Real Monsters) je americký animovaný televizní seriál. Byl vytvořen Peterem Gaffneyem a Gáborem Csupóem pro stanici Nickelodeon, na které byl vysílán od roku 1994 do roku 1997.
V Česku byl seriál vysílaný na stanici SuperMax.

## Obsazení

### Původní znění
| Charles Adler       | Ickis       |
| Christine Cavanaugh | Oblina      |
| David Eccles        | Krumm       |
| Gregg Berger        | The Gromble |

### V českém znění
| Blanka Zdichyncová | Ickis  |
| Alena Procházková  | Oblina |
| Jan Hanžlík        | Krumm  |
| Jakub Saic         | Učitel |

## Seznam dílů
| Série | Epizody | USA            | USA                |
| Série | Epizody | Premiéra série | Finále série       |
| ----- | ------- | -------------- | ------------------ |
| 1     | 13      | 29. října 1994 | 21. ledna 1995     |
| 2     | 13      | 9. září 1995   | 2. prosince 1995   |
| 3     | 13      | 7. září 1996   | 30. listopadu 1996 |
| 4     | 13      | 13. září 1997  | 7. prosince 1997   |